# 2-я Сокольническая улица
2-я Соко́льническая у́лица — улица на востоке Москвы, расположена в районе Сокольники между улицами Жебрунова и Барболина, пересекает улицу Гастелло.

## Название
2-я Сокольническая улица названа по своему расположению на бывшем Сокольничьем поле. До 25 марта 1986 года — 9-я Сокольническая улица. До 1986 года название 2-я Сокольническая улица носила улица Жебрунова.
Сокольничье поле образовалось во 2-й половине XVIII века на месте сведенных лесных угодий к юго-востоку от Сокольничьей рощи. Название, видимо, произошло от поселения царских сокольников — Сокольнической слободки. Согласно указу 1798 года императора Павла I оно предназначалось для проведения войсковых манёвров. Однако до Отечественной войны 1812 года представляло собой естественное поле с пересеченными тропами, и лишь к 1817 году было превращено в военный плац прямоугольных очертаний. Здесь находилось стрельбище 2-го учебного карабинерского полка, а в праздники и дни Коронационных торжеств устраивались народные гулянья. В конце XIX века Сокольничье поле стало застраиваться. Со временем на его месте появилось двенадцать Сокольнических улиц; с 25 марта 1986 года их осталось пять.

## Строения
Улица начинается от ОАО «Мелькомбинат в Сокольниках» (бывш. Мелькомбинат № 1 им. А. Д. Цюрупы), одного из старейших зерноперерабатывающих предприятий России, основанного в 1881 г. Однако прямого автомобильного выезда на ул. Жебрунова не имеет. Далее, после пересечения с ул. Гастелло, слева расположена тыловая часть гостиницы «Холидей Инн». Затем — дом 3: краснокирпичное здание Городского училища имени А. С. Пушкина (1912, архитектор Н. Н. Благовещенский; здесь в юности учился герой Великой Отечественной войны лётчик Н. Ф. Гастелло, а ныне располагается Пушкинский филиал Гимназии № 1530 «Школа Ломоносова». В конце улица упирается в угол Туберкулёзной больницы № 7, построенной меценатом в 1909 году. С обеих сторон расположены типовые жилые дома 4-го микрорайона Сокольников, построенные в основном в 1970-е годы.